# Minoo Lenarz

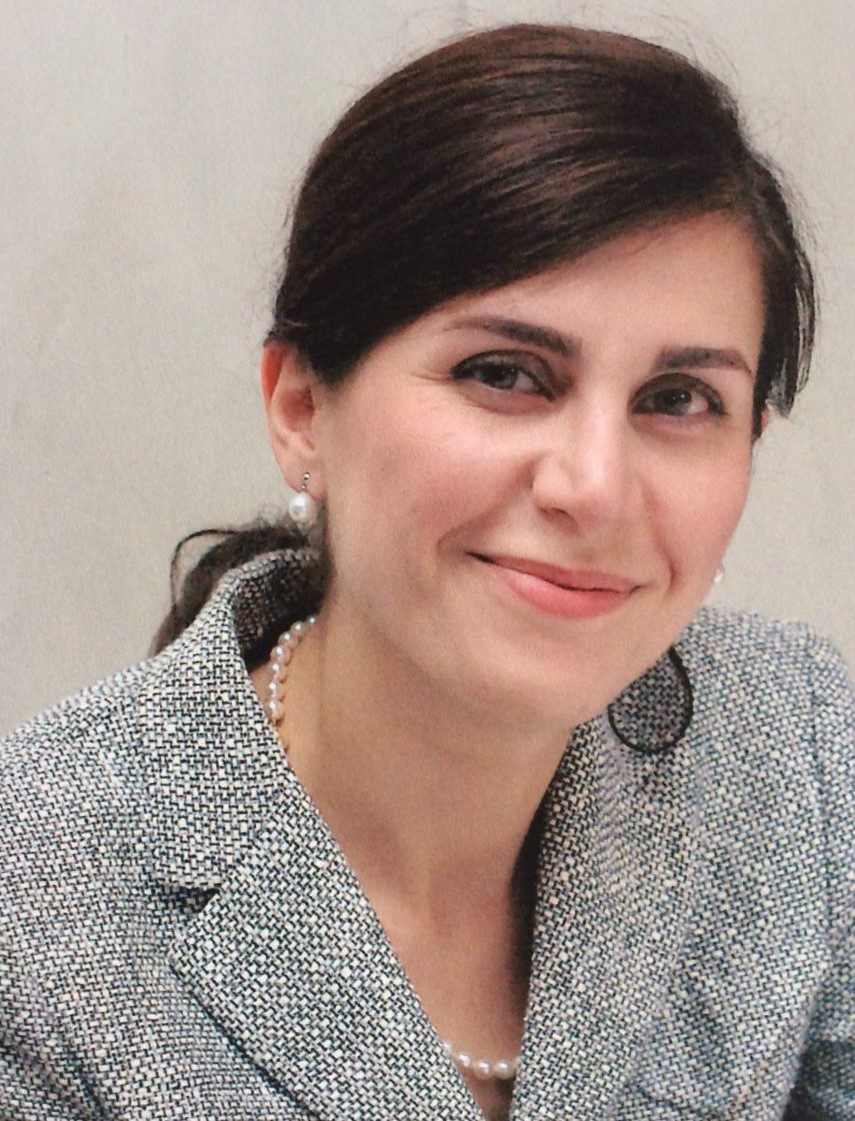
Minoo Lenarz

Minoo Lenarz (* 18. September 1966 in Teheran, Iran als Minoo Moshrefi; † 2. Dezember 2015 in Hannover) war eine iranisch-deutsche Medizinerin und Hochschullehrerin.

## Leben
Minoo Moshrefi studierte von 1985 bis 1993 Humanmedizin an der Iran University of Medical Sciences in Teheran. In ihrem Heimatland schloss sie 1997 die Facharztausbildung im Bereich Hals-, Nasen- und Ohrenheilkunde mit dem besten Resultat landesweit ab. Im gleichen Jahr erhielt sie ein Stipendium des DAAD für eine dreijährige Weiterbildung auf dem Gebiet der Schädelbasischirurgie in Deutschland und kam nach Hannover. Sie hat Madjid Samii und Thomas Lenarz assistiert.
Nach einem Studienaufenthalt am House Ear Institute in Los Angeles wurde sie 2001 an der Medizinischen Hochschule Hannover promoviert. Von 2002 bis 2010 leitete sie die Forschungsgruppe „Auditorische Hirnstamm- und Mittelhirn-Implantate“ an der Medizinischen Hochschule Hannover, wo sie mit ihrem späteren Ehemann Thomas Lenarz zusammenarbeitete. Hier war sie an der Entwicklung einer zentralen Hörprothese im Mittelhirn (Auditory Midbrain Implant) beteiligt. Im Jahr 2008 erwarb sie mit einer Habilitationsschrift zu diesem Thema die Venia Legendi für die Hals-Nasen-Ohren Heilkunde.
Ab 2010 war sie an der Charité tätig, wo sie im April 2012 die Leitung der Klinik für Hals-Nasen-Ohrenheilkunde am Campus Benjamin Franklin übernahm. Im gleichen Jahr erhielt sie von der Ärztekammer Berlin die Weiterbildungsbefugnis für HNO-Fachärzte sowie für die Zusatzbezeichnung „Plastische Operationen im Kopf-Hals-Bereich“. Im Jahr 2015 erhielt sie eine außerplanmäßige Professur an der Charité. Als Gutachterin war sie unter anderem für die Fachzeitschriften European Archives Of Otolaryngology und Laryngoscope tätig.

## Mitgliedschaften in wissenschaftlichen Gesellschaften
- European Academy of Facial Plastic Surgery[6]
- Deutsche Gesellschaft für HNO-Heilkunde
- Deutsche Gesellschaft für Schädelbasischirurgie
- Deutsche Gesellschaft für Audiologie e. V.
- Association for Research in Otolaryngology (ARO)
- Oto-Laryngologische Gesellschaft zu Berlin